# Hoa hậu Chuyển giới Quốc tế 2007
Hoa hậu Chuyển giới Quốc tế 2007 là cuộc thi Hoa hậu Chuyển giới Quốc tế lần thứ 4 được tổ chức tại Pattaya, Thái Lan vào ngày 10 tháng 11 năm 2007. Hoa hậu Chuyển giới Quốc tế 2006 - Erica Andrews đến từ Mexico đã trao lại vương miện cho người kế nhiệm, cô Tanyarat Jirapatpakon đến từ Thái Lan.

## Kết quả
| Kết quả                          | Thí sinh |
| -------------------------------- | --- |
| Hoa hậu Chuyển giới Quốc tế 2007 | - #13 Thái Lan - Tanyarat Jirapatpakon |
| Á hậu 1                          | - #16 Brazil - Aleika Barros |
| Á hậu 2                          | - #17 Philippines - Chanel Madrigal |
| Top 10                           | - #01 Thụy Sĩ - Bruna Gabral - #03 Malaysia - Natasha Lim - #04 Philippines - Rain Marie Madrigal - #05 Colombia - Melania Armenta - #12 Nhật Bản - Ai Haruna - #23 Puerto Rico - Jazmine International - #24 Nhật Bản - Beni Tukishima |

## Các giải thưởng phụ
| Giải thưởng                 | Thí sinh                                |
| --------------------------- | --------------------------------------- |
| Trang phục Dân tộc đẹp nhất | - #24 Nhật Bản - Beni Tukishima         |
| Hoa hậu Thân thiện          | - #20 Đức - Ireen Sue                   |
| Hoa hậu Ảnh                 | - #05 Colombia - Melania Armenta        |
| Trang phục Dạ hội đẹp nhất  | - #17 Philippines - Chanel Madrigal     |
| Hoa hậu Tài năng            | - #18 Venezuela - Gresia Rivas          |
| Hoa hậu Bình chọn           | - #04 Philippines - Rain Marie Madrigal |

## Thí sinh tham gia
Cuộc thi tổng cộng có 24 thí sinh tham gia:
| Số báo danh | Quốc gia    | Thí sinh              |
| ----------- | ----------- | --------------------- |
| 01          | Thụy Sĩ     | Bruna Gabral          |
| 02          | Thụy Sĩ     | Camila Pryns          |
| 03          | Malaysia    | Natasha Lim           |
| 04          | Philippines | Rain Marie Madrigal   |
| 05          | Colombia    | Melania Armenta       |
| 06          | Philippines | Perla Quigaman        |
| 07          | Mexico      | Sofia Montana         |
| 08          | Venezuela   | Gresia Rivas          |
| 09          | Costa Rica  | Ruby Bella Cruz       |
| 10          | Philippines | Francine Garcia       |
| 11          | Nepal       | Akanchya Moktan       |
| 12          | Nhật Bản    | Ai Haruna             |
| 13          | Thái Lan    | Tanyarat Jirapatpakon |
| 14          | Nepal       | Anjali Lama           |
| 15          | Nepal       | Bhumika Shrestha      |
| 16          | Brazil      | Aleika Barros         |
| 17          | Philippines | Chanel Madrigal       |
| 18          | Nhật Bản    | Shining Shyna         |
| 19          | Philippines | Joanna Castillanes    |
| 20          | Đức         | Ireen Sue             |
| 21          | Anh Quốc    | Melania Robles Lacson |
| 22          | Ý           | Patricia Binotto      |
| 23          | Puerto Rico | Jazmine International |
| 24          | Nhật Bản    | Beni Tukishima        |

## Chú ý

#### Tham gia lần đầu
- Thụy Sĩ
- Puerto Rico
- Nepal
- Venezuela
- Costa Rica

#### Trở lại
Lần cuối tham gia vào 2006:
- Brazil
- Đức

#### Bỏ cuộc
- Egypt
- Úc
- Hàn Quốc